# Bombus fraternus
Espèce
Synonymes
- Apathus fraternus Smith, 1854[2],[3]

Statut de conservation UICN

 EN A2bc : En danger
Bombus fraternus est une espèce de bourdons que l'on trouve dans le sud-est des États-Unis (du New Jersey à la Floride, du Dakota du Nord au Nouveau-Mexique, en passant par le Nebraska et le Colorado).

## Description
L'holotype de Bombus fraternus, un mâle décrit sous le protonyme de Apathus fraternus, mesure 21 mm.

## Alimentation
Il s'agit d'une espèce possédant une langue courte. Elle se nourrit notamment de d'asclépiades, de Cassia, de Dalea, de Liatris, de mélilots, de Ratibida et de solidages.

## Publication originale
- Frederick Smith, British Museum (Natural History). Department of Zoology., Catalogue of hymenopterous insects in the collection of the British Museum (publication), Inconnu, Londres, 1853., vol. 2